# دنی هرزیگ
دنی هرزیگ (انگلیسی: Denny Herzig؛ زادهٔ ۱۳ نوامبر ۱۹۸۴) بازیکن فوتبال اهل آلمان است.
از باشگاه‌هایی که در آن بازی کرده‌است می‌توان به باشگاه فوتبال روت‌وایس اسن، باشگاه فوتبال دینامو درسدن، باشگاه فوتبال بلکپول، و باشگاه فوتبال ویمبلدون اشاره کرد.